# Anton Anger
Anton Anger (* 1929 in Schmiedeberg, Tschechoslowakei; † 2013 in Linz) war ein österreichischer Unternehmer und Erfinder, der bedeutende Innovationen in der Kunststoffverarbeitung entwickelte. Besonders bekannt wurde er für die Produktion von Kunststoffbrillen sowie die Entwicklung der konischen Doppelschnecke, einer bahnbrechenden Technologie zur Extrusion von Kunststoffprofilen.

## Leben
Anton Anger stammt aus dem tschechischen Teil des Erzgebirges. Nach dem Zweiten Weltkrieg wurde seine Familie im Zuge der Vertreibung der Deutschen aus der Tschechoslowakei 1946 nach Bayern umgesiedelt. Zwei Jahre später ließ sich die Familie in Traun, Oberösterreich nieder. Er war eines von sechs Kindern und begann dort mit seinem älteren Bruder Wilhelm Anger (1926–2014), Unternehmen im Bereich der Kunststofftechnik aufzubauen. Gemeinsam mit seinem älteren Bruder Wilhelm Anger begann er, Unternehmen im Bereich der Kunststofftechnik aufzubauen.

## Geschichte der Unternehmen von Wilhelm und Anton Anger

### Wilhelm Anger Kunststoffwerk Ges.m.b.H.
Wilhelm Anger gründete 1953 die Wilhelm Anger Kunststoffwerk Ges.m.b.H., die 1956 in Carrera umbenannt wurde. In den 1970er Jahren folgte die Umfirmierung zu Optyl International und die Übernahme durch den Heinrich Bauer Verlag. In den 1980er Jahren entstand Carrera Optyl, bis schließlich 1996 die Safilo Group das Unternehmen übernahm und die Produktion nach Italien verlagerte.

### Kunststoffwerk Gebrüder Anger GmbH & Co.
Das Kunststoffwerk Gebrüder Anger GmbH & Co. wurde 1956 von Anton Wilhelm Anger gegründet und spezialisierte sich auf die Kunststoffverarbeitung. 1962 übernahm der Rheinstahl-Konzern die Mehrheitsanteile.

### Poloplast GmbH & Co KG
Die Poloplast GmbH & Co KG wurde 1954 von den Brüdern Wilhelm Anton Anger in Linz gegründet. Ein Jahr später, 1955, übernahmen die Durit Werke Kern & Co aus Klagenfurt sowie das Unternehmen Hatschek aus Vöcklabruck jeweils 50 % der Anteile, woraufhin das Unternehmen den Namen Poloplast annahm. Seit 1997 ist Poloplast eine 100%ige Tochter der Wietersdorfer Gruppe.

### AGM (Anton Anger Allgemeine Maschinenbau GmbH)
Anton Anger gründete 1964 in Linz die AGM (Anton Anger Allgemeine Maschinenbau GmbH). 1969 wurde das Unternehmen schrittweise von der Cincinnati Milling Machine Co. übernommen, die später als Cincinnati Milacron bekannt wurde. Dieses Unternehmen entwickelte sich weiter und ist heute als Battenfeld-Cincinnati bekannt.

### APM (Anger Plastic-Verarbeitungsmaschinen GmbH & Co.)
1964 gründete Wilhelm Anger in Wien die APM (Anger Plastic-Verarbeitungsmaschinen GmbH & Co.). Auch APM wurde 1969 von der Cincinnati Milling Machine Co. übernommen.

### ANGER Machining GmbH
Anton Anger gründete 1982 in Traun die ANGER Machining GmbH, die sich auf die Entwicklung und Herstellung hochpräziser Maschinenlösungen für die Zerspanung von Präzisions- und Strukturbauteilen spezialisierte. Das Unternehmen etablierte sich als wichtiger Partner der Automobilindustrie, mit Kunden wie Stellantis, Daimler, Volkswagen, ZF, Magna, Nemak, Hydro, Webasto und weiteren. Seit 2015 ist ANGER Machining Teil der Tongtai Group (TTGroup), eines Maschinenbaukonzerns mit Sitz in Taiwan, und verfügt über ein globales Servicenetzwerk.

### Niedergang des Unternehmens
Die Firma Anger entwickelte sich in kurzer Zeit zu einem international tätigen Konzern. Doch eine Reihe von wirtschaftlichen Problemen führten zum Niedergang des Unternehmens. Ursachen waren unter anderem eine übermäßige Expansion, Kapitalmangel, innerfamiliäre Streitigkeiten, falsche Beratung und Produktfälschungen aus Südostasien. Diese Faktoren führten schließlich dazu, dass das Unternehmen verkauft wurde.

## Innovationen und technische Entwicklungen

### Innovation in der Extrusionstechnik
Die von Anger entwickelte konische Doppelschnecke revolutionierte die Herstellung von Kunststoffrohren und anderen extrudierten Kunststoffprodukten. Diese Technologie ermöglichte eine präzisere und effizientere Produktion, was in der Kunststoffindustrie breite Anwendung fand.
Während Anton Anger seinen Fokus auf den Maschinenbau und die Weiterentwicklung von Extrusionstechniken legte, war sein Bruder Wilhelm Anger stärker in der Anwendungstechnik und Produktentwicklung tätig. Zu dessen Erfindungen zählten unter anderem die Perfektionierung des Doppelschneckenextruders mit parallelen Schnecken sowie der Kaskaden-Extruder. Wilhelm Anger war zudem maßgeblich an der Stabilisierungstechnik für PVC beteiligt und entwickelte die Muffenkupplung für Kunststoffrohre, die die Verlegetechnik auf Baustellen erleichterte.

### Optyl und die Kunststoffindustrie
Ein bedeutender Meilenstein war die Erfindung von Optyl, einem speziell entwickelten Epoxidharz, das sich besonders für die Herstellung von Kunststoffbrillen eignete. Optyl wurde 1964 patentiert und revolutionierte die Branche durch seinen einzigartigen Memory-Effekt: Beim Erwärmen kehrt das Material in seine ursprüngliche Form zurück, wodurch sich Brillenfassungen präziser und komfortabler anpassen lassen. Darüber hinaus ist Optyl leichter als herkömmliche Acetate, extrem kratzfest und angenehm zu tragen. Eine weitere Innovation war die Möglichkeit, das Material direkt zu bedrucken, was völlig neue Designoptionen für Brillen eröffnete und den modischen Charakter von Brillenfassungen maßgeblich prägte.

### Design und Markennamen
Bei der Entwicklung von Designs und Markennamen innerhalb der Brillenfertigung spielte Udo Proksch als Designer eine entscheidende Rolle. Gemeinsam verwandelte er die Brille in ein Modeaccessoire, das durch Schmucksteine und hochwertige Materialien aufgewertet wurde. In den 1960er- und 1970er-Jahren entwarf Proksch zahlreiche Modelle für das Unternehmen und brachte seine Kreationen unter dem Pseudonym Serge Kirchhofer auf den Markt. Viele seiner Designs sind heute begehrte Sammlerstücke und hatten großen Einfluss auf die ästhetische Entwicklung der Marke Carrera, die für ihre innovativen und modischen Brillenmodelle bekannt wurde.
Das Unternehmen nutzte mehrere Markennamen und entwickelte erfolgreiche Kooperationen:
- Carrera: Eigenmarke für Sport- und Sonnenbrillen.
- Optyl: Innovatives Material und Marke für Brillenfassungen.
- Carrera Porsche Design: Gemeinschaftsprojekt mit Ferdinand Alexander Porsche für exklusive Sonnenbrillen.
- Lizenzproduktionen: Brillenfassungen für Designerlabels wie Christian Dior, Dunhill, Paloma Picasso und Playboy.

### Fernwärmetechnik
Udo Proksch war nicht nur Designer, sondern auch vielseitiger Innovator. In den 1970er Jahren brachte Udo Proksch nach einem Aufenthalt in den USA Kenntnisse über moderne Fernwärmetechnologien nach Österreich. Gemeinsam mit dem Ingenieur Anger entwickelte er eine Maschine, die Fernwärmeleitungen samt Isolierung ummanteln konnte. Dieses Konzept stellte er der Wiener Stadtregierung vor.
Zu dieser Zeit war die Technologie der Kraft-Wärme-Kopplung jedoch noch nicht so weit verbreitet, und eine flächendeckende Fernwärmeversorgung galt aufgrund der unzureichenden Isolierung der Leitungsrohre als nicht realisierbar. Daher wurde der Vorschlag abgelehnt.
Die ungenutzte Anlage lagerte daraufhin jahrelang, bis Udo Proksch sie schließlich zum Schrottwert erwarb und für einen Versicherungsbetrug verwendete: Er deklarierte sie fälschlicherweise als Uranerzaufbereitungsanlage und verwickelte sie damit in den bekannten Lucona-Skandal. Die Anlage wurde anschließend im Indischen Ozean versenkt.

### Bearbeitungszentren
Eine bedeutende Innovation erfolgte im Bereich der Bearbeitungszentren. Diese, ausgestattet mit Mehrspindelköpfen, ermöglichen die gleichzeitige Bearbeitung mehrerer Werkstücke oder unterschiedlicher Prozessschritte. Dadurch konnten Produktionszeiten deutlich verkürzt und zugleich die Qualität der gefertigten Bauteile erhöht werden. Besonders in der Automobilindustrie, im Maschinenbau und in der Luftfahrt haben sich verkettete Bearbeitungszentren aufgrund ihrer hohen Effizienz etabliert. Dank kontinuierlicher Weiterentwicklung zählen sie heute zu den führenden automatisierten Fertigungstechnologien im Werkzeugmaschinenbau.

## Bedeutung und Vermächtnis
Angers technologische Entwicklungen hatten langfristige Auswirkungen auf die Kunststoff- und Brillenindustrie. Seine Erfindungen beeinflussten nicht nur die industrielle Produktion, sondern auch die wirtschaftliche Entwicklung der Region Oberösterreich.
1998 übergab Anton Anger seine Firmenanteile an seine Söhne, die später an das Management verkauften. Die Marke "Anger" bleibt in der Industrie bekannt.
2017 erschien das Buch „Die unglaubliche Geschichte von Brillen und Rohren“, das die Lebensgeschichte und Errungenschaften der Brüder Anger auf 427 Seiten mit 621 Abbildungen dokumentiert. Es wurde im Rahmen der Sonderausstellung „Anger-Carrera-Optyl“ im Museum Steinhumergut in Traun präsentiert.

## Fachliteratur
- Reinhard Bauer: Die unglaubliche Geschichte von Brillen und Rohren – Die Unternehmerfamilie Anger und ihre Erfindungen. Berger Print, Horn 2017, ISBN 978-3-200-05277-2.